# Magnus Ekström
Magnus Ekström (i riksdagen kallad Ekström i Varvboholm), född 29 december 1834 i Järstorps församling, Jönköpings län, död 16 februari 1904 i Varvboholm, Skaraborgs län, var en svensk godsägare och politiker (riksdagsman).
Ekström var ägare till hemmanet Varvboholm i Varvs församling. Som riksdagsledamot var han ledamot av andra kammaren 1873-75 (Vartofta och Frökinds domsagas valkrets).